# 黃琛喻
黃琛喻（ ），筆名心魚，是一名香港本土作家，2016年參選立法會選舉新界東直選，但最終以1,657票落敗，無緣晉身立法會。

## 簡歷
黃琛喻於香港中文大學新聞與傳播學系畢業，及後加入無線電視做助理編導。其後到澳洲工作假期，並於當地修讀會計碩士。2016年，她所撰寫的香港時政書《本是老土》於香港發行。

## 2016年立法會選舉
2016年，黃琛喻參選立法會選舉新界東直選，立場自稱是撐本土理念。此外，她亦反對特首梁振英連任，貶稱他為「港獨之父」。

### 選舉前夕 (2016年9月3-4日)

#### 停止街站宣傳
相關條目：2016年香港立法會選舉相關事件
2016年9月3日，黃琛喻在Facebook專頁指出，她將取消9月3及4日的街站宣傳，改於Facebook宣傳其政治主張，但不會棄選。

#### Facebook Live 「與眾網民分享及交流」
9月4日，黃琛喻在其Facebook專頁進行四節直播，聲稱「與眾網民分享及交流」。
當天(2016年9月4日)直播安排：
- 第一節：12:00pm[10]
- 第二節：2:00pm[11]
- 第三節：4:00pm[12]
- 第四節：6:00pm[13]

### 選舉結果
黃琛喻於2016年立法會選舉新界東地方選區直選中取得1,657票，於22張參選名單中排於第19位。由於當屆立法會選舉新界東地方選區只會產生9個立法會地區直選議席，意味着她將無法晉身立法會。

## 著作
- 香港時政書《本是老土》[15]